# Ludwig Weineck
Ludwig Karl Ernst Weineck (* 1809 in Naumburg (Saale); † 1884) war ein deutscher Orgel- und Klavierbauer.

## Leben
Ludwig Weineck lernte bei Johann Gottlob Mende und vermutlich auch bei Walcker. Er war von 1839 bis 1844 in Eilenburg als Selbstständiger tätig. 1844 errichtete er dort unter der Mithilfe seines Schülers Conrad Geißler eine neue Orgel in der Nikolaikirche. 1844 berief ihn die Witwe von Johann Friedrich Heidenreich nach Bayreuth, um begonnene Werke zu vervollständigen. Er erhielt dort 1845 das Bürgerrecht, die Orgelbaulizenz und heiratete eine Organistentochter. Nach der Übernahme der Heidenreich-Werkstatt durch Josef Mühlbauer, welcher die Heidenreich-Witwe heiratete, machte sich Weineck mit einer eigenen Werkstatt in Bayreuth selbstständig. 1848 erhielt er zusätzlich die Konzession zum Klavierbau. Bis etwa 1870 arbeitete er mit seinem Gesellen und späteren Kompagnon Johann Wolf zusammen. Heinrich Buck (1833–1883), ein Schüler und die 1852 gegründete Klavierbaufirma Steingraeber wurden ihm zur örtlichen Konkurrenz.

## Werkliste (Auswahl)
| Jahr   | Ort             | Gebäude                  | Bild | Manuale | Register | Bemerkungen |
| ------ | --------------- | ------------------------ | ---- | ------- | -------- | --- |
| 1844   | Eilenburg       | Nikolaikirche            |      |         | ?        | 1883 von Conrad Geißler umgebaut und auf 42 Register erweitert, nicht erhalten                                                    |
| 1846   | Bayreuth        | Spitalkirche             |      |         |          | Gehäuse erhalten |
| 1850   | Unterleinleiter | St. Bartholomäus         |      | I/P     | 8        | |
| 1852   | Haag            | St. Katharina            |      | I/P     | 8        | |
| 1852   | Goldkronach     |                          |      | II/P    | 20       | |
| 1852   | Mistelgau       | St. Bartholomäus         |      | I/P     | 12       | |
| 1852   | Kasendorf       | St Johannes Babtist      |      | II/P    | 18       | 1983 von Steinmeyer umgebaut und um zwei Register erweitert                                                                       |
| 1852   | Egloffstein     |                          |      | I/P     | 9        | |
| 1856   | Wonsees         | St. Laurentius           |      | I/P     | 11       | |
| 1856   | Bayreuth        | St.-Johannis-Kirche      |      |         |          | Gehäuse erhalten |
| 1857   | Thuisbrunn      |                          |      | I/P     | 11       | |
| 1859   | Kulmbach        | Petrikirche              |      | II/P    | 22       | neugotischer Prospekt von Prof. Behringer erhalten im Orgelzentrum Valley                                                         |
| 1859   | Obernsees       | St. Jakob                |      | I/P     | 10       | leicht verändert erhalten |
| 1860   | Amberg          | Paulanerkirche           |      | I/P     | 11       | bis 1899, dann Transfer in die Gefangenenanstalt Amberg, dort in Betrieb bis zur Anschaffung der Steinmeyer-Orgel (1925, 21/II/P) |
| 1864   | Weidenberg      | St. Michael am Gurtstein |      | II/P    | 14       | Prospekt: Purrucker um 1725, erhalten                                                                                             |
| ~ 1865 | Busbach         | St. Peter und Paul       |      | I/P     | 7        | |
| 1866   | Tröbersdorf     | St. Laurentius           |      | I/P     | 6        | |
| 1874   | Kirchenlaibach  | St. Ägidius              |      | I/P     | 11       | → Orgel |